# Бонч-Бруєвич Михайло Олександрович
Миха́йло Олекса́ндрович Бонч-Бруєвич  (*21 лютого 1888, Орел — †7 листопада 1940) — російський радіоінженер, зробив великий внесок у розвиток радіотехніки СРСР.
Народився в місті Орел. З 1922 — професор Московського вищого технічного училища, в 1932 — професор Ленінградського інституту зв'язку. 
Член-кореспондент АН СРСР (з 1931). 
В 1916—19 Бонч-Бруєвич організував радіолампове виробництво в Радянській Росії. В 1918—29 очолював радіолабораторію в Нижньому Новгороді, яка розв'язала багато проблем в галузі радіомовлення, далекого радіозв'язку на коротких хвилях і в конструюванні нових систем радіоламп. За завданням В. І. Леніна Бонч-Бруєвич в 1922 збудував першу у світі потужну (12-кіловатну) радіомовну станцію ім. Комінтерну. В 1924—30 під керівництвом Бонч-Бруєвича було вивчено особливості поширення коротких радіохвиль, розроблено короткохвильові спрямовані антени і збудовано короткохвильові лінії далекого радіозв'язку. Крім того, Бонч-Бруєвич вивчав ультракороткі хвилі з метою їх практичного застосування, зокрема в галузі радіолокації.

## Праці
- Основы радиотехники, ч. 1—2. М., 1935— 36
- Собрание трудов. М.—Л., 1956.